# Shut Down
„Shut Down” – singel południowokoreańskiej grupy Blackpink, wydany 16 września 2022 roku przez wytwórnię YG Entertainment i Interscope Records. Promował album Born Pink.
Singel odniósł komercyjny sukces i zajął pierwsze miejsce na liście Billboard Global 200. W Korei Południowej utwór znalazł się na szczycie listy Billboard. Zdobył również szczyty list przebojów w Hongkongu, Indonezji, Malezji, Filipinach, Singapurze, Tajwanie i Wietnamie, a także wszedł do pierwszej dziesiątki w Australii , Kanada, Nowa Zelandia i Korea Południowa.

## Lista utworów
| CD | CD           | CD                        | CD         | CD        | CD      |
| Nr | Tytuł utworu | Tekst                     | Kompozycja | Aranżacja | Długość |
| -- | ------------ | ------------------------- | ---------- | --------- | ------- |
| 1. | „Shut Down”  | Teddy, Danny Chung, Vince | Teddy, 24  | 24        | 2:55    |

## Notowania
| Lista                                    | Najwyższa pozycja |
| ---------------------------------------- | ----------------- |
| South Korea (Circle)                     | 3                 |
| South Korea (Billboard)                  | 1                 |
| Argentina (Argentina Hot 100)            | 36                |
| Australia (ARIA)                         | 5                 |
| Austria (Ö3 Austria Top 40)              | 24                |
| Canada (Canadian Hot 100)                | 7                 |
| Croatia (Billboard)                      | 20                |
| Czech Republic (Singles Digitál Top 100) | 40                |
| France (SNEP)                            | 51                |
| Germany (Official German Charts)         | 31                |
| Global 200 (Billboard)                   | 1                 |
| Greece International (IFPI)              | 8                 |
| Hong Kong (Billboard)                    | 1                 |
| Hungary (Single Top 40)                  | 34                |
| India (IMI)                              | 4                 |
| Indonesia (Billboard)                    | 1                 |
| Ireland (IRMA)                           | 32                |
| Japan (Japan Hot 100)                    | 15                |
| Japan Combined Singles (Oricon)          | 23                |
| Lithuania (AGATA)                        | 11                |
| Luxembourg (Billboard)                   | 18                |
| Malaysia (Billboard)                     | 1                 |
| Netherlands (Single Tip)                 | 79                |
| New Zealand (Recorded Music NZ)          | 6                 |
| Philippines (Billboard)                  | 1                 |
| Peru (Billboard)                         | 16                |
| Portugal (AFP)                           | 22                |
| Romania (Billboard)                      | 20                |
| Singapore (RIAS)                         | 1                 |
| South Africa (RISA)                      | 45                |
| Spain (PROMUSICAE)                       | 82                |
| Sweden (Sverigetopplistan)               | 92                |
| Switzerland (Schweizer Hitparade)        | 37                |
| Taiwan (Billboard)                       | 1                 |
| Turkey (Billboard)                       | 22                |
| UK Singles (OCC)                         | 24                |
| US Billboard Hot 100                     | 25                |
| US World Digital Song Sales (Billboard)  | 1                 |
| Vietnam (Vietnam Hot 100)                | 1                 |

## Nagrody w programach muzycznych
| Program                | Data                 | Źródło |
| ---------------------- | -------------------- | ------ |
| Show Champion (MBC M)  | 21 września 2022     | [ 32 ] |
| Show Champion (MBC M)  | 28 września 2022     | [ 33 ] |
| Show Champion (MBC M)  | 5 października 2022  | [ 34 ] |
| M Countdown (Mnet)     | 22 września 2022     | [ 35 ] |
| M Countdown (Mnet)     | 29 września 2022     | [ 36 ] |
| M Countdown (Mnet)     | 6 października 2022  | [ 37 ] |
| Inkigayo (SBS)         | 2 października 2022  | [ 38 ] |
| Inkigayo (SBS)         | 9 października 2022  | [ 39 ] |
| Inkigayo (SBS)         | 16 października 2022 | [ 40 ] |
| Show! Music Core (MBC) | 8 października 2022  | [ 41 ] |

## Sprzedaż i Certyfikaty
| Kraj                  | Sprzedaż    | Certyfikat | Źródło |
| --------------------- | ----------- | ---------- | ------ |
| Australia (ARIA)      | 35 000+     | Złota      | [ 42 ] |
| Kanada (Music Canada) | 80 000+     | Platynowa  | [ 43 ] |
| Streaming             |             |            |        |
| Japonia (RIAJ)        | 50 000 000+ | Złoty      | [ 44 ] |